# Chalcopsitta atra
Chalcopsitta atra là một loài chim trong họ Psittacidae.

## Hình ảnh

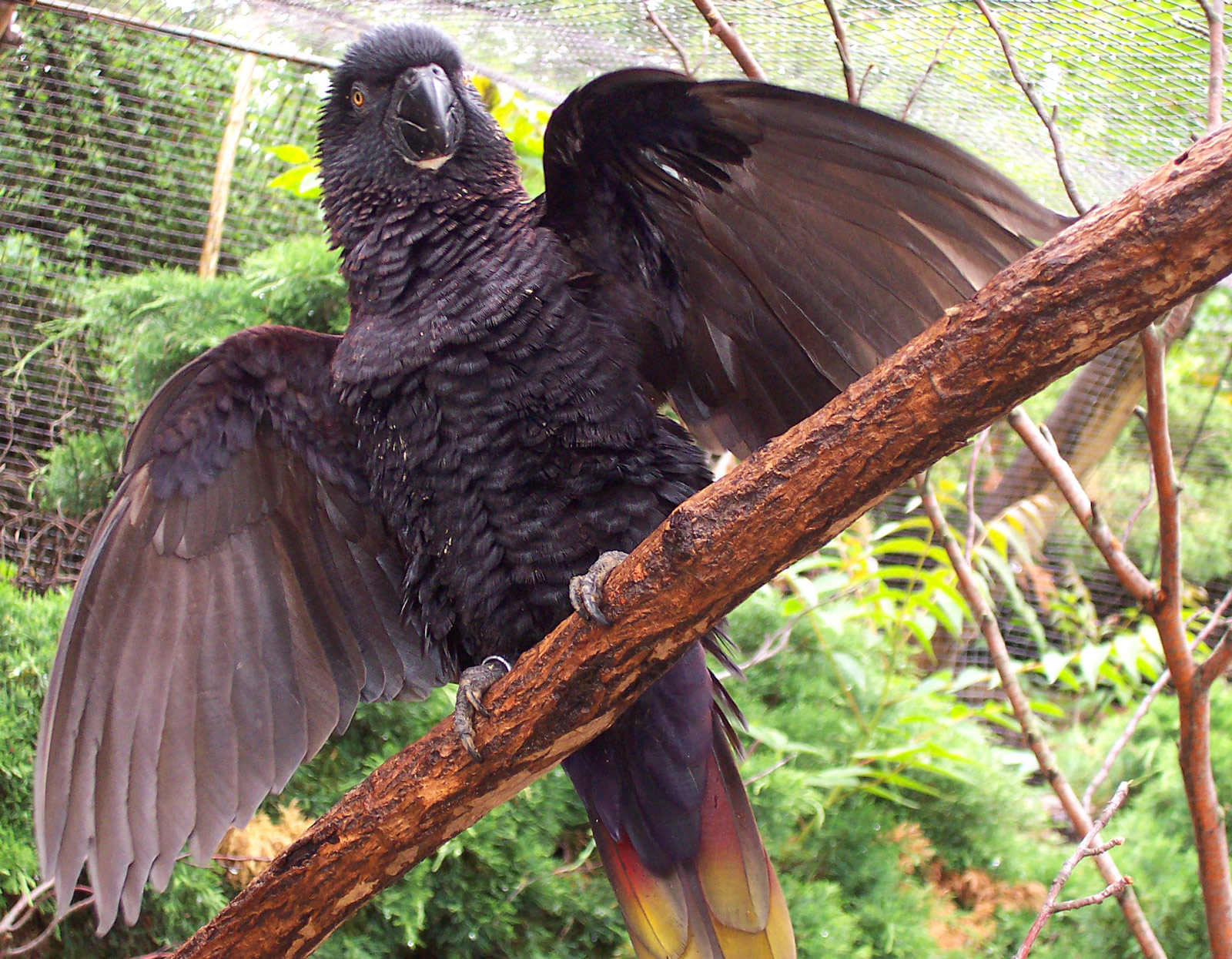
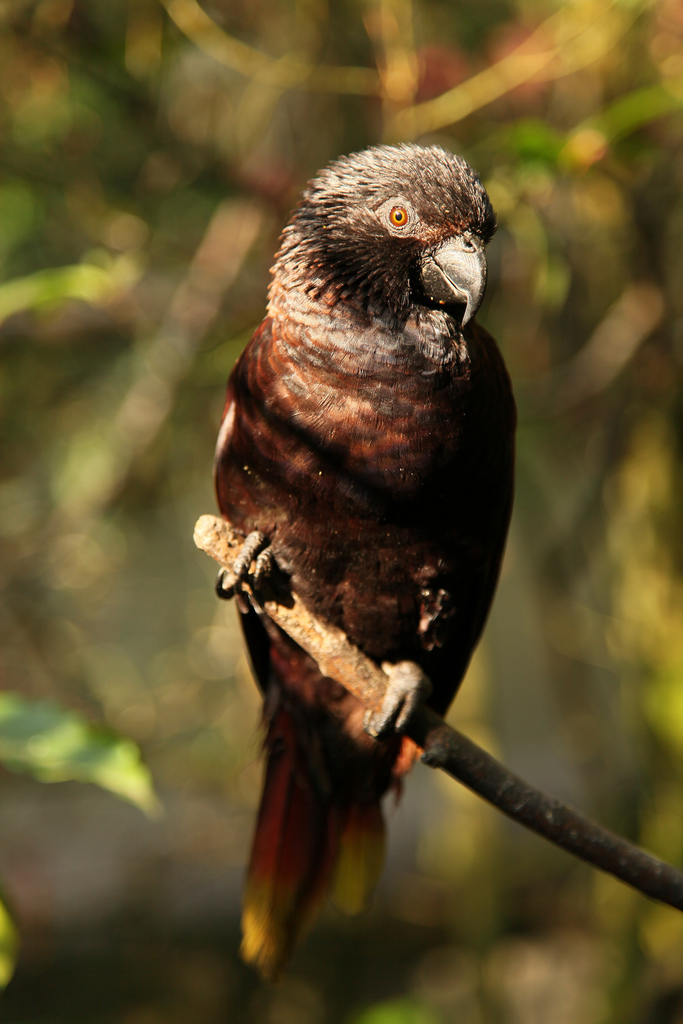
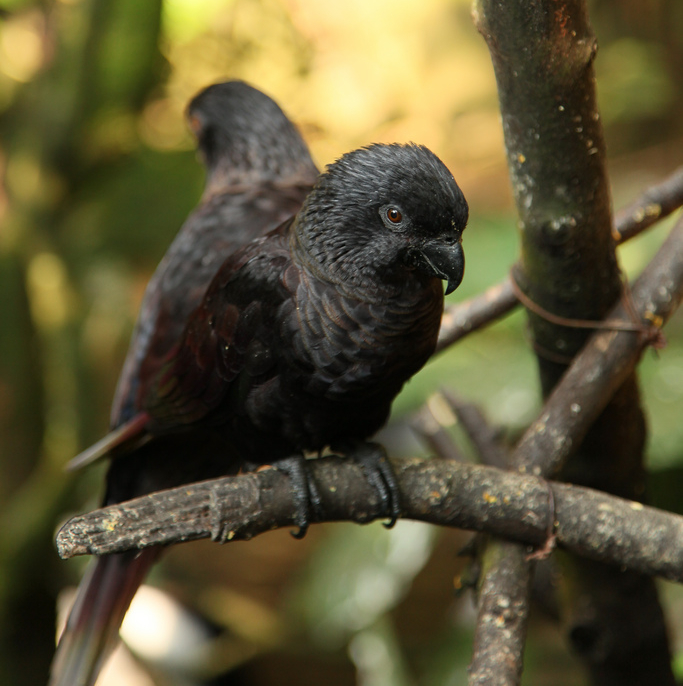
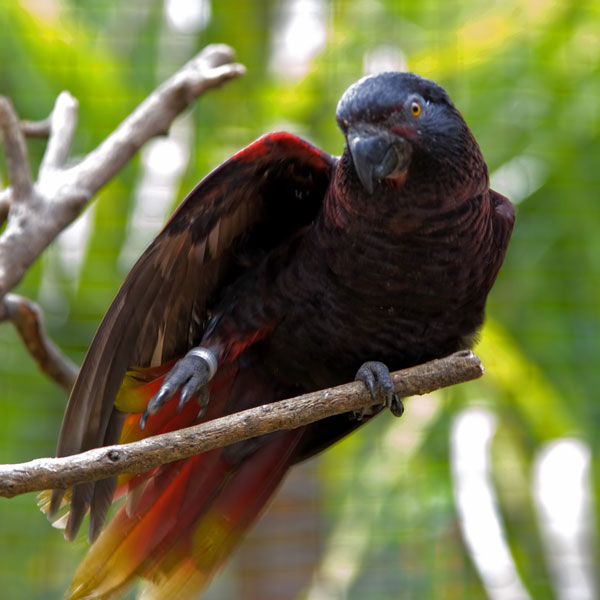